# Knochennadel vom Abri Lartet
Die dekorierte Knochennadel vom Abri Lartet stammt aus dem frühen Aurignacien (jüngere Altsteinzeit) und ist über 34.000 Jahre alt. Das Abri Lartet, benannt nach seinem Entdecker Édouard Lartet, ist ein Abri (Felsdach) in der Gorge d’Enfer auf dem Gemeindegebiet von Les Eyzies in der Dordogne in Frankreich.
Die dekorierte Nadel mit der abgeflachten Spitze ist ein Einzelstück im westlichen Europa.
Von der Spitze der glatten, leicht gebogenen Nadel aus beginnt eine einfache, in die Mitte gekerbte Dekoration, die sich rund um die Nadel, auf einer Seite bis auf den Nadelkopf erstreckt. 
Eine Person könnte sie in den Haaren getragen haben oder sie könnte als Gewandschließe Kleidung zusammengehalten haben. Die Nadel befindet sich im Britischen Museum.
Die Knochennadel steht am Anfang einer Tradition, die sich u. a. in den Gräbern in den Muschelhaufen der Inseln Île Téviec und Île d’Hœdic mesolithisch fortsetzt und im irischen Neolithikum in den dortigen Passage tombs belegt ist. Bis in die Eisen- und Wikingerzeit kommen Knochennadeln mit und ohne Dekor in vielen Kulturen vor, so in Clonmacnoise in Irland oder auf dem Brough of Birsay auf Orkney.
Einige der ältesten Stücke stammen vom Abri Lartet. Perforierte Knochenanhänger mit eingekerbter Dekoration und Abfälle der Herstellung Perlen aus Elfenbein wurden hier neben anderen Artefakten gefunden.

## Belege
1. ↑  British Museum: Knochennadel vom Abri Lartet (Memento vom 2. März 2015 im Internet Archive)

Koordinaten: 44° 56′ 12″ N, 1° 0′ 5″ O